# Église Notre-Dame de Noyers
Pour les articles homonymes, voir Église Notre-Dame.
L'église Notre-Dame-de-l'Assomption est une église catholique située à Noyers-sur-Serein, dans le département de l'Yonne en France.

## Histoire
L'édifice est classé au titre des monuments historiques en 1906.

## Description architecturale

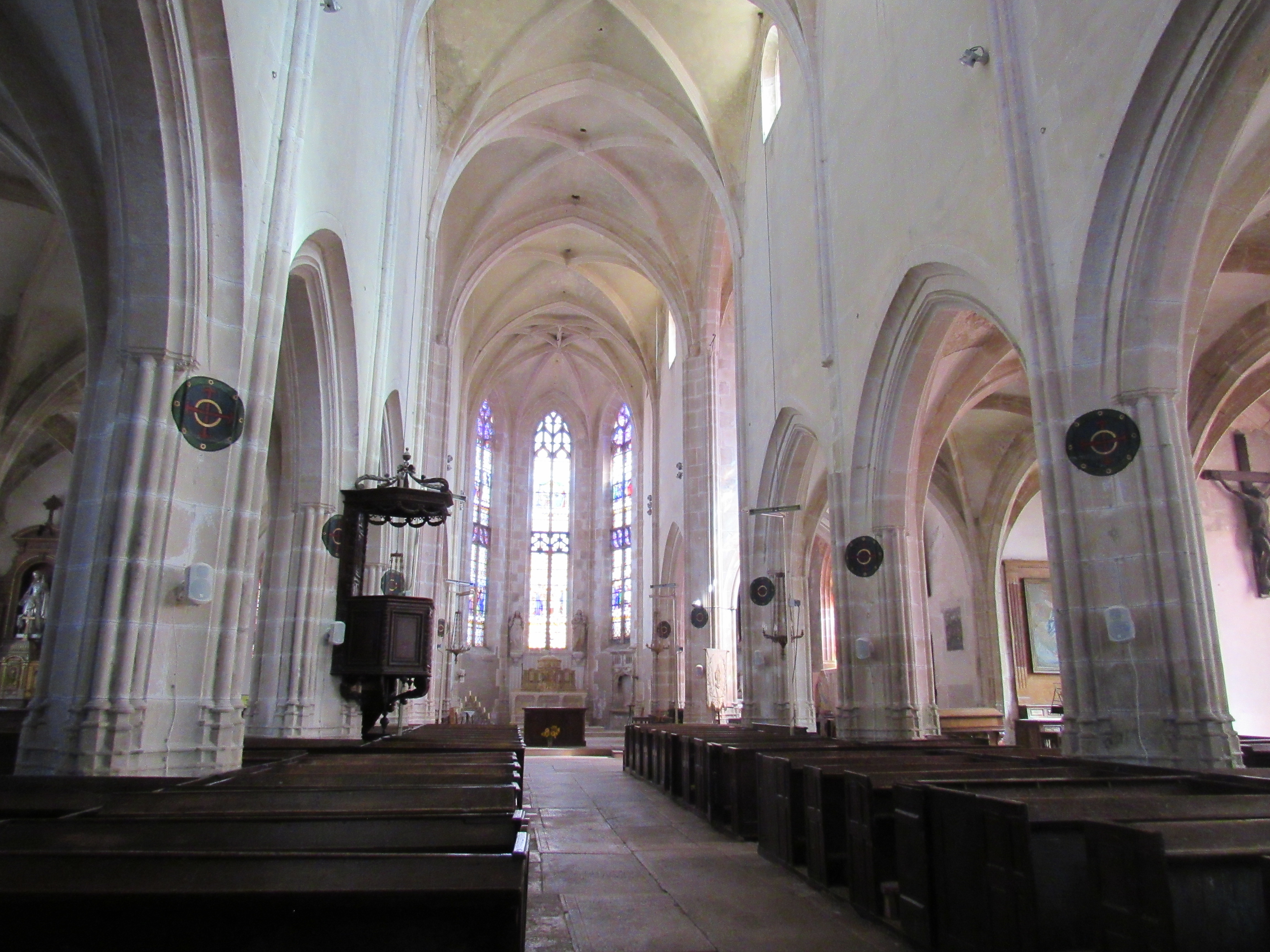
L'intérieur de l'église.